# (3628) Božněmcová
(3628) Božněmcová est un astéroïde de la ceinture principale découvert le 25 novembre 1979 à Klet par l'astronome Zdenka Vávrová.

## Historique
Sa désignation provisoire, lors de sa découverte le 25 novembre 1979, était 1979 WD.

## Caractéristiques
Il fait partie du groupe d'Alinda.
Sa distance minimale d'intersection de l'orbite terrestre est de 0,770 768 ua.